# Ниспорени
Ниспорени (рус. Ниспорены) је град и седиште Ниспоренског рејона. Налази се у централном делу Молдавије.

## Историја
Први историјски запис о граду се јавља 1618.
Крст спасења румунског народа, највећи крст у Молдавији, је изграђен 2011. у Ниспоренију.

## Демографија
Највећи део становништва (98%) чине Молдавци/Румуни.

## Спорт
Сперанца је фудбалски клуб из Ниспоренија.

## Медији
- Албасат ТВ
- Глас Бесарабије - 103,8 MHz

## Знамените личности
- Јон Мунтеану - политичар
- Георге Цопа - музичар

## Међународни односи
Ниспорени је побратимљен са:
- Лугош, Румунија

## Галерија
- Крст спасења румунског народа
- Споменик палим војницима у Другом светском рату